# Randi Griffin
Randi Heesoo Griffin (en coreano: 랜디 희수 그리핀; Apex, 2 de septiembre de 1988) es una jugadora de hockey sobre hielo de Estados Unidos, de ascendencia surcoreana.

## Primeros años y familia
Nació en Carolina del Norte (Estados Unidos), hija de Tom y Liz Griffin. Su madre, Liz es coreana, que emigró en los años 1980.

## Carrera deportiva

### Inicios
Tras ver el debut de hockey femenino en los Juegos Olímpicos de Invierno de 1998 en Nagano (Japón) decidió practicar el deporte para competir en unos Juegos Olímpicos. Sus padres decidieron dejarla jugar al hockey sobre hielo en Cary, Carolina del Norte, y compraron su primer set.
Asistió a la Universidad de Harvard (donde estudió una licenciatura en biología evolutiva humana) y jugó para el equipo femenino de hockey de dicha casa de estudios. Jugó 125 partidos en su carrera para Harvard (entre 2006 y 2010), anotando 21 goles y haciendo 18 asistencias para 39 puntos. Después de graduarse allí, se convirtió en entrenadora juvenil de hockey sobre hielo como mentora de niños y niñas de entre 12 y 19 años. En 2013, comenzó a cursar un doctorado en antropología evolutiva en la Universidad de Duke.

### Para Corea del Sur
Fue contactada por la Asociación de hockey sobre hielo de Corea del Sur en 2014, cuando la misma se encontraba buscando jugadores con herencia coreana que pudieran representar a Corea del Sur en los Juegos Olímpicos de Invierno de 2018. Jugó un encuentro amistoso contra Kazajistán en 2015. Obtuvo la ciudadanía surcoreana en 2017.
Su debut en una competencia internacional fue en la segunda división del Campeonato Mundial de Hockey sobre Hielo femenino de 2017 en Gangneung (Corea del Sur), donde la selección surcoreana fue la ganadora.

### Pyeongchang 2018
Participó en los Juegos Olímpicos de Pyeongchang 2018 junto al equipo de hockey sobre hielo femenino coreano unificado. Previamente, el Comité Olímpico Internacional permitió que los dos comités olímpicos coreanos, por primera vez en su historia olímpica, formaran un equipo unificado en un deporte.
El 14 de febrero de 2018, marcó el primero de los dos goles realizados en todo el torneo por parte del equipo coreano unificado, en la derrota por 4-1 ante Japón en la fase de grupos. El segundo fue realizado por Han Soo-jin en el partido contra Suecia por el séptimo lugar.